# Лепметс, Сергей
Сергей Лепметс (эст. Sergei Lepmets; 5 апреля 1987, Таллин) — эстонский футболист, вратарь. Выступал за сборную Эстонии.

## Биография

### Клубная карьера
Воспитанник Таллинской футбольной школы («Таллина Ялгпалликоол»), на взрослом уровне начал выступать в старших командах школы в низших дивизионах чемпионата Эстонии.
В 2004 году перешёл в «Меркуур» из Тарту, в его составе дебютировал в высшем дивизионе 14 марта 2004 года в матче против «Лоотуса». В сезоне 2004 года был основным вратарём клуба, сыграв 27 матчей, на следующий год принял участие в 15 матчах.
В 2006 году перешёл в таллинскую «Левадию», через обмен между клубами, по которому в «Меркуур» отправился вратарь Александр Дьяченко. В первом сезоне Лепметс выступал только за вторую и третью команду своего клуба. Первый матч за основной состав «Левадии» в чемпионате страны сыграл только 15 сентября 2007 года против клуба «Аякс Ласнамяэ», однако до 2010 года оставался резервным вратарём, подменяя Мартина Каалма. Сезон 2010 года Лепметс начал в роли основного вратаря и сыграл 23 матча в чемпионате, однако в осенней части сезона Каалма вытеснил его и вернулся в ворота.
В январе 2011 года голкипер перешёл в румынский клуб «Полихехника» (Тимишоара). В первом сезоне он не сыграл ни одного матча за основу и выступал за дубль в третьем дивизионе, а его клуб завоевал серебряные медали чемпионата Румынии сезона 2010/11. Однако летом 2011 года федерация футбола отправила команду во второй дивизион, а основной вратарь Костел Пантилимон уехал в английский «Манчестер Сити». После этого эстонец стал основным вратарём и сыграл 22 матча в сезоне, большую половину из них отстоял на ноль. Дебютный матч во втором дивизионе Румынии сыграл 20 августа 2011 года против клуба «Бихор Орадя» (2:0). В апреле 2012 года вратарь отказался играть за команду из-за невыплаты зарплаты и в межсезонье вместе с двумя игроками «Политехники», Ровером Кырстя и Рафаэлем Роша, перешёл в «Конкордия Кьяжна».
В сезоне 2012/13 выступал в высшем дивизионе Румынии за «Конкордия Кьяжна» (7 матчей) и «Чахлэул» (3 матча). В сезоне 2013/14 числился в составе клуба второго дивизиона «КСМС Яссы».
После возвращения из Румынии провёл половину сезона в клубе «Нарва-Транс», затем сыграл 5 матчей в третьем дивизионе Финляндии за «Хямеэнлинну» и полтора сезона выступал в низших лигах Эстонии за «Ганвикс» (Тюри).
В 2016 году присоединился к «Левадии» и стал основным вратарём клуба. В мае 2020 года заявил, что завершает карьеру профессионального футболиста и остается в структуре «Левадии».
2 февраля 2021 года подписал контракт с таллинским клубом «Нымме Калью».

### Карьера в сборной
Выступал за юношеские сборные, также сыграл один матч за олимпийскую сборную Эстонии.
В национальную сборную вызывался в августе 2012 года перед отборочными матчами с Румынией и Турцией, но на поле не вышел. В 2018 году снова вызван в сборную перед Кубком Балтии и сыграл дебютный матч 30 мая 2018 года против Литвы, отстояв «на ноль». 15 октября этого же года в игре против сборной Венгрии на 43 минуте заменил основного вратаря Михкеля Аксалу, это стало его дебютом в Лиге Наций. Всего за сборную сыграл 12 матчей.

### Тренерская карьера
После окончания игровой карьеры работал тренером вратарей в «Нымме Калью». В 2023 году подписал договор с академией московского «Динамо» и перебрался в Великий Новгород, где стал детским тренером в спортивной школе «Электрон» — филиале динамовской академии.

## Достижения
- Чемпион Эстонии (4): 2006, 2007, 2008, 2009
- Серебряный призёр чемпионата Эстонии (3): 2010, 2016, 2017
- Обладатель Кубка Эстонии (1): 2010
- Обладатель Суперкубка Эстонии (2): 2010, 2018

## Статистика

### Сборная
По состоянию на 18 мая 2020 года
| Сборная | Год   | Матчи | Голы |
| ------- | ----- | ----- | ---- |
| Эстония |       |       |      |
| 2018    | 2     | 0     |      |
| 2019    | 10    | 0     |      |
| Итого   | Итого | 12    | 0    |